# Nijkerkernauw
Het Nijkerkernauw is een van de randmeren en is gelegen tussen Gelderland en Flevoland. Het meer grenst in het noordoosten ter hoogte van Nijkerk aan het Nuldernauw en het loopt in het noordwesten, ter hoogte van Bunschoten-Spakenburg over in het Eemmeer. Het is samen met het Nuldernauw het smalste randmeer. Het meer is ontstaan in 1968 door de aanleg van Zuidelijk Flevoland. Het Nijkerkernauw wordt door een dam gescheiden van het Nuldernauw, in deze dam ligt de Nijkerkersluis, hierover loopt de N301. In het Nijkerkernauw mondt ter hoogte van Nijkerk de Arkervaart uit. Circa twee kilometer westelijker hiervan mondt de Wiel uit. Hier ligt het gemaal, dat overtollig water loost uit de polder Arkemheen in het Nijkerkernauw. De haven van Bunschoten-Spakenburg heeft een directe verbinding met het Nijkerkernauw. Voor de kust van Bunschoten-Spakenburg ligt een groot wrakkenkerkhof van voormalige vissersschepen.

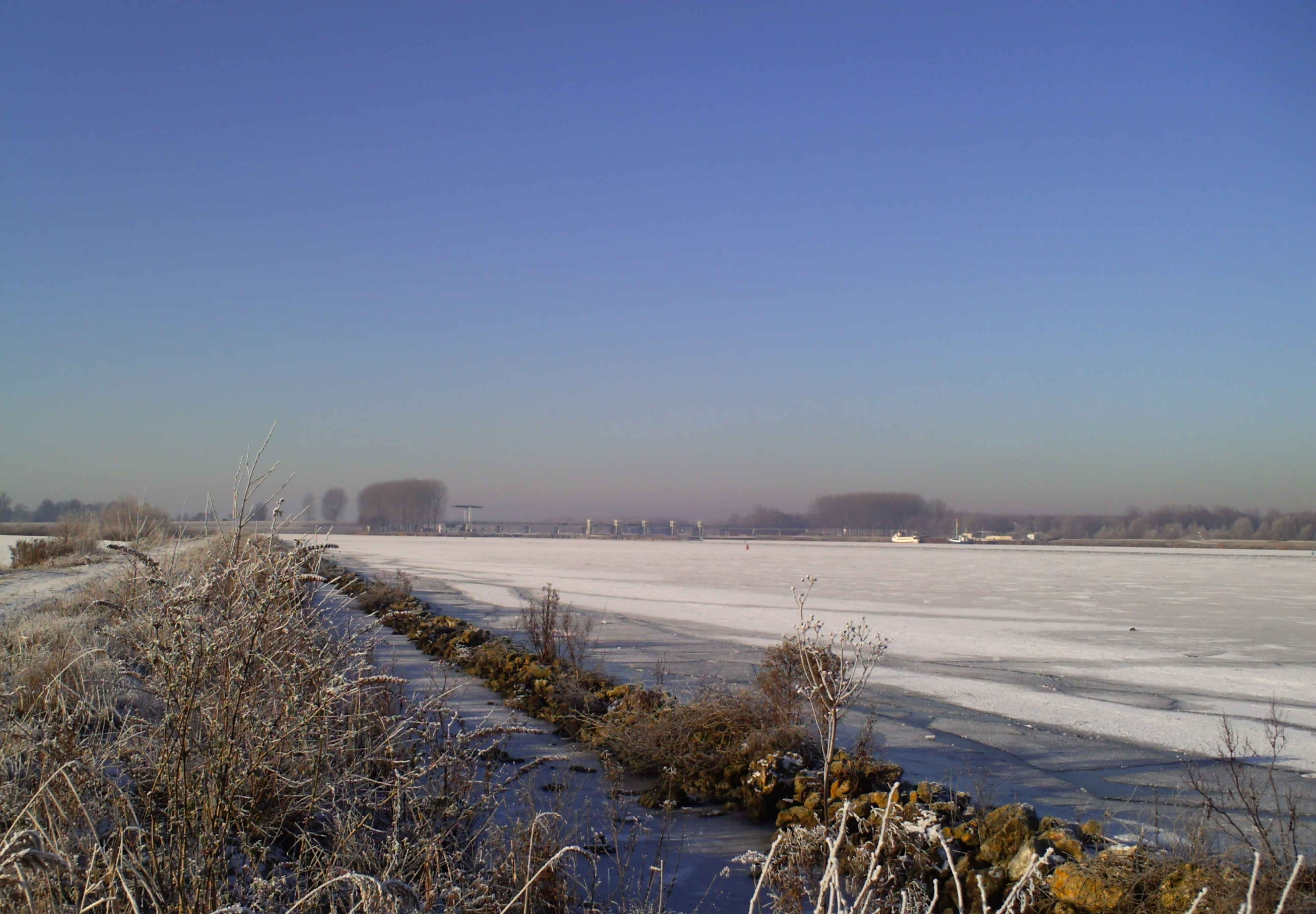
Het Nijkerkernauw in de winter met in de verte de Nijkerkersluis

In augustus 2024 werden de restanten van een kasteel in kaart gebracht. Het ging daarbij vermoedelijk om het verdwenen Kasteel Hulkestein. In de jaren 80 werden al eens restanten aangetroffen en ook in 2007 werd een onderzoekspoging ondernomen, maar bij een nieuwe poging in 2024 bleek de omvang veel groter dan gedacht.